# بوب أيريس
بوب أيريس (بالإنجليزية: Bob Ayres)‏ هو شخصية أعمال أمريكي، ولد في 27 ديسمبر 1953.